# Championnat de France masculin de handball 2006-2007
Navigation
Division 1 2005-2006 Division 1 2007-2008
Le championnat de France masculin de handball 2006-2007 est la soixante-douzième édition de cette compétition qui est le plus haut niveau du championnat de France de ce sport.
Quatorze clubs participent à cette édition de la compétition, les douze premiers du précédent championnat ainsi que deux clubs promus de Division 2, le champion de France (SMV Porte Normande) et son dauphin (Villeurbanne HBA).
À la fin de la saison, l'US Ivry HB remporte son huitième titre de Champion de France en devançant le Montpellier Handball, quintuple tenant du titre, et le Chambéry Savoie Handball. En bas du classement, les deux promus, le Villeurbanne Handball Association et le SMV Porte Normande, retournent en Division 2 un an après l'avoir quittée.

## Clubs du championnat
| \| Nîmes Toulouse Montpellier Dunkerque Istres Vernon Chambéry Sélestat Villeurbanne Paris Ivry Tremblay-en-F. Pontault-C. Créteil \| Localisation des clubs engagés dans le championnat. |
| Nîmes Toulouse Montpellier Dunkerque Istres Vernon Chambéry Sélestat Villeurbanne Paris Ivry Tremblay-en-F. Pontault-C. Créteil                                                           |

| Club                  | Rang 2005/06 | Salle                           | Capacité |
| --------------------- | ------------ | ------------------------------- | -------- |
| Montpellier Handball  | 1er          | Palais des sports René-Bougnol  | 3 000    |
| Chambéry Savoie HB    | 5e           | Salle Jean Jaurès               | 1 200    |
| Paris Handball        | 3e           | Stade Pierre-de-Coubertin       | 4 836    |
| US Ivry               | 4e           | Gymnase Auguste-Delaune         | 1 500    |
| Dunkerque HGL         | 5e           | Salle Dewerdt                   | 2 400    |
| USAM Nîmes Gard       | 6e           | Le Parnasse                     | 4 191    |
| US Créteil            | 7e           | Palais des sports Robert-Oubron | 2 398    |
| UMS Pontault-Combault | 8e           | Espace Boisramé                 | 1 300    |
| Istres Ouest Provence | 9e           | Halle polyvalente               | 2 000    |
| Toulouse Handball     | 10e          | Palais des sports de Toulouse   | 4 397    |
| Tremblay-en-France HB | 11e          | Parc des sports                 | 1 200    |
| SC Sélestat           | 12e          | Cosec Eugène Griesmar           | 1 200    |
| SMV Porte Normande    | 1er de D2    | Gymnase du Grévarin             | 1 500    |
| Villeurbanne HA       | 2e de D2     | Salle des Gratte-Ciels          | 1 500    |

## Compétition

### Classement
Le classement final est :
|    | Équipe                        | Pts | J  | G  | N | P  | Bp  | Bc  | Diff |
| -- | ----------------------------- | --- | -- | -- | - | -- | --- | --- | ---- |
| 1  | US Ivry                       | 69  | 26 | 20 | 3 | 3  | 769 | 671 | 98   |
| 2  | Montpellier Handball (T), (L) | 67  | 26 | 18 | 5 | 3  | 789 | 625 | 164  |
| 3  | Chambéry Savoie Handball      | 64  | 26 | 18 | 2 | 6  | 739 | 673 | 66   |
| 4  | Dunkerque HBGL                | 63  | 26 | 18 | 2 | 6  | 720 | 652 | 68   |
| 5  | USAM Nîmes Gard               | 62  | 26 | 15 | 6 | 5  | 748 | 680 | 68   |
| 6  | Tremblay-en-France HB         | 56  | 26 | 14 | 2 | 10 | 786 | 753 | 33   |
| 7  | Paris Handball (C)            | 56  | 26 | 13 | 2 | 11 | 634 | 616 | 18   |
| 8  | US Créteil                    | 51  | 26 | 11 | 3 | 12 | 697 | 709 | -12  |
| 9  | Istres Ouest Provence HB      | 45  | 26 | 8  | 3 | 15 | 675 | 705 | -30  |
| 10 | Toulouse Union Handball       | 42  | 26 | 6  | 4 | 16 | 665 | 698 | -33  |
| 11 | UMS Pontault-Combault         | 41  | 26 | 6  | 3 | 17 | 695 | 768 | -73  |
| 12 | SC Sélestat                   | 41  | 26 | 7  | 1 | 18 | 683 | 802 | -119 |
| 13 | Villeurbanne HA (P)           | 37  | 26 | 5  | 1 | 20 | 609 | 753 | -144 |
| 14 | SMV Porte Normande (P)        | 36  | 26 | 4  | 2 | 20 | 676 | 780 | -104 |

- Champion et qualifié en Ligue des champions
- Qualifié en Ligue des champions
- Qualifié pour la Coupe de l'EHF
- Qualifié pour la Coupe des coupes
- Relégué en D2
- T : Tenant du titre
- P : Promus de Proligue
- C : Vainqueur de la Coupe de France
- L : Vainqueur de la Coupe de la Ligue

À l'issue de la saison 2006-2007 du Championnat de France de D2, les deux promus sont :
- Champion : Saint-Raphaël Var Handball
- Vice-champion : HBC Villefranche-en-Beaujolais

### Résultats
Les résultats des matchs sont :
| Résultats (dom.\ext.)                                      | CHA   | CRÉ   | DUN   | IST   | IVR   | MON   | NÎM   | PAR   | PON   | SÉL   | ST-   | TOU   | TRE   | VIL   |
| Chambéry                                                   |       | 28-26 | 29-25 | 25-24 | 30-28 | 27-22 | 33-36 | 22-21 | 36-26 | 34-26 | 32-28 | 31-24 | 29-31 | 29-26 |
| Créteil                                                    | 21-36 |       | 23-25 | 26-24 | 27-28 | 23-27 | 27-32 | 26-20 | 31-33 | 35-32 | 30-27 | 25-25 | 28-25 | 33-30 |
| Dunkerque                                                  | 24-26 | 24-23 |       | 31-22 | 17-25 | 27-24 | 33-26 | 22-23 | 28-22 | 34-20 | 32-24 | 29-22 | 34-30 | 29-24 |
| Istres                                                     | 32-20 | 27-28 | 22-30 |       | 20-28 | 27-27 | 25-24 | 20-25 | 23-23 | 29-25 | 22-27 | 27-22 | 28-40 | 28-19 |
| Ivry                                                       | 32-31 | 22-22 | 35-24 | 31-25 |       | 27-24 | 34-30 | 30-21 | 34-22 | 32-27 | 29-25 | 25-23 | 32-31 | 42-29 |
| Montpellier                                                | 27-27 | 24-22 | 31-19 | 29-25 | 31-24 |       | 32-32 | 25-19 | 31-24 | 33-17 | 42-23 | 34-22 | 36-27 | 38-19 |
| Nîmes                                                      | 23-23 | 28-25 | 30-30 | 24-17 | 27-27 | 26-26 |       | 28-27 | 30-21 | 34-19 | 39-31 | 17-17 | 26-19 | 30-26 |
| Paris                                                      | 31-23 | 23-26 | 18-22 | 32-27 | 23-23 | 24-24 | 28-23 |       | 30-25 | 24-26 | 30-21 | 23-21 | 24-30 | 32-20 |
| Pontault                                                   | 26-28 | 34-35 | 29-24 | 32-36 | 27-38 | 22-34 | 26-29 | 19-20 |       | 33-30 | 33-34 | 22-22 | 29-31 | 28-27 |
| Sélestat                                                   | 21-30 | 26-34 | 26-33 | 30-27 | 27-30 | 25-42 | 26-31 | 24-25 | 29-25 |       | 36-36 | 28-27 | 28-27 | 30-25 |
| St-Marcel Vernon                                           | 25-28 | 28-28 | 24-31 | 24-30 | 27-28 | 24-30 | 27-30 | 23-22 | 21-27 | 22-25 |       | 29-32 | 30-36 | 22-27 |
| Toulouse                                                   | 18-28 | 29-20 | 28-29 | 36-29 | 28-30 | 30-36 | 25-29 | 20-21 | 22-24 | 30-27 | 30-21 |       | 28-27 | 24-25 |
| Tremblay                                                   | 27-24 | 33-32 | 26-29 | 26-26 | 30-28 | 22-32 | 38-32 | 26-24 | 39-38 | 41-27 | 28-31 | 36-36 |       | 26-18 |
| Villeurbanne                                               | 23-30 | 19-21 | 20-35 | 21-33 | 23-27 | 21-28 | 18-32 | 20-24 | 26-26 | 29-26 | 23-22 | 26-24 | 25-34 |       |
| - Victoire à domicile - Match nul - Victoire à l'extérieur |       |       |       |       |       |       |       |       |       |       |       |       |       |       |

### Champion de France 2006-2007
| Champion de France de handball 2006-2007 Union sportive d'Ivry Handball 8e victoire |

L'effectif de l'Union sportive d'Ivry Handball est :
- Luc Abalo (ARD)
- François-Xavier Chapon (GB)
- Rémy Gervelas (GB)
- Fabrice Guilbert (ARG)
- Romain Guillard (DC)
- Ahmed Hadjali (ALD)
- Benjamin Magnin (ARG)
- Boukhalfa Malou (ALD)
- Zoran Martinović (ARG)
- Mohamed Mokrani (PVT)
- Ragnar Þór Óskarsson (DC)
- Andrey Petro (PVT)
- Dragan Počuča (GB)
- Thomas Richard (ARD)
- Naïm Sarni (ARG)
- Damir Smajilagić (ALG)
- Audräy Tuzolana (ARG)

Entraîneur
- Stéphane Imbratta

## Statistiques et récompenses

### Meilleurs joueurs
À deux journées de la fin du championnat, les Trophées du Hand 2006-2007 ont été décernées à, :
| Catégorie               | Joueur                                             | Catégorie              | Joueur                                         |
| Meilleur ailier gauche  | Michaël Guigou (Montpellier Handball, 51,5 %)      | Meilleur ailier droit  | Luc Abalo (US Ivry, 55,2 %)                    |
| Meilleur ailier gauche  | Laurent Busselier (Chambéry SH, 23,3%)             | Meilleur ailier droit  | Jaleleddine Touati (US Dunkerque, 18,8 %)      |
| Meilleur ailier gauche  | Sébastien Ostertag (Tremblay-en France HB, 11,9 %) | Meilleur ailier droit  | Guillaume Joli (Chambéry SH, 11,6 %)           |
| Meilleur arrière gauche | Bertrand Roiné (Chambéry SH, 25,8 %)               | Meilleur arrière droit | Sébastien Bosquet (US Dunkerque, 33,1 %)       |
| Meilleur arrière gauche | Fabrice Guilbert (US Ivry, 23,2 %)                 | Meilleur arrière droit | Benoît Chevalier (USAM Nîmes Gard, 25,6 %)     |
| Meilleur arrière gauche | Guillaume Saurina (USAM Nîmes Gard, 21,9 %)        | Meilleur arrière droit | Thomas Richard (US Ivry, 20,9 %)               |
| Meilleur demi-centre    | Ragnar Þór Óskarsson (US Ivry, 38,1 %)             | Meilleur pivot         | David Juříček (Montpellier Handball, 25,0 %)   |
| Meilleur demi-centre    | Heykel Megannem (USAM Nîmes Gard, 31,8 %)          | Meilleur pivot         | Grégoire Detrez (USAM Nîmes Gard, 23,7 %)      |
| Meilleur demi-centre    | Rastko Stefanovič (Tremblay-en France HB, 14,1 %)  | Meilleur pivot         | Mohamed Mokrani (US Ivry, 21,7 %)              |
| Meilleur gardien de but | Dragan Počuča (US Ivry, 28,8 %)                    | Meilleur défenseur     | Franck Junillon (Montpellier Handball, 25,5 %) |
| Meilleur gardien de but | Daouda Karaboué (Montpellier Handball, 27,4 %)     | Meilleur défenseur     | Guéric Kervadec (US Créteil 25,3 %)            |
| Meilleur gardien de but | Bruno Martini (USAM Nîmes Gard, 24,1 %)            | Meilleur défenseur     | Bastien Lamon (US Dunkerque, 25,0 %)           |
| Meilleur entraîneur     | Stéphane Imbratta (US Ivry, 43,9 %)                | Meilleur joueur        | Luc Abalo (US Ivry)                            |
| Meilleur entraîneur     | David Peneau (Tremblay-en France HB, 21,5 %)       | Meilleur joueur        | Michaël Guigou (Montpellier Handball)          |
| Meilleur entraîneur     | Alain Portes (USAM Nîmes Gard, 19,6 %)             | Meilleur joueur        | Ragnar Þór Óskarsson (US Ivry)                 |

### Statistiques
Les meilleurs buteurs de la saison sont :
| Rang | Joueur               | Club                        | Buts      | dont 7 m | Matchs | Moy  |
| ---- | -------------------- | --------------------------- | --------- | -------- | ------ | ---- |
| 1    | Ragnar Þór Óskarsson | US Ivry                     | 168 / 202 | 61 / 62  | 25     | 6,72 |
| 2    | Heykel Megannem      | USAM Nîmes Gard             | 152 / 193 | 27 / 27  | 23     | 6,61 |
| 3    | Bertrand Roiné       | Chambéry Savoie Handball    | 147 / 207 | 0 / 0    | 26     | 5,65 |
| 4    | Mathias Ortega       | Villeurbanne HBA            | 143 / 242 | 78 / 104 | 25     | 5,72 |
| 5    | Mladen Bojinović     | Montpellier Handball        | 141 / 173 | 66 / 71  | 26     | 5,42 |
| 6    | Johan Boisedu        | SMV Porte Normande          | 140 / 189 | 35 / 36  | 22     | 6,36 |
| 7    | Jaleleddine Touati   | Dunkerque HGL               | 140 / 165 | 31 / 36  | 26     | 5,38 |
| 8    | Bjarni Fritzson      | US Créteil                  | 137 / 149 | 52 / 55  | 26     | 5,27 |
| 9    | Rastko Stefanovič    | Tremblay-en-France Handball | 134 / 157 | 30 / 31  | 26     | 5,15 |
| 10   | Sahbi Ben Aziza      | Dunkerque HGL               | 133 / 177 | 10 / 10  | 25     | 5,32 |

Les meilleurs gardiens de buts de la saison sont :
| Rang | Joueur             | Club                        | Arrêts    | dont 7 m | Matchs | % ApM  |
| ---- | ------------------ | --------------------------- | --------- | -------- | ------ | ------ |
| 1    | Yohann Ploquin     | Toulouse Union Handball     | 344 / 872 | 23 / 70  | 26     | 40,02% |
| 2    | Bruno Martini      | USAM Nîmes Gard             | 310 / -   | -        | 26     | - %    |
| 3    | Daouda Karaboué    | Montpellier Handball        | 276 / 699 | 12 / 63  | 26     | 41,51% |
| 4    | Dragan Počuča      | US Ivry                     | 251 / 725 | 22 / 86  | 26     | 35,84% |
| 5    | Robin Cappelle     | Istres Ouest Provence HB    | 250 / 762 | 16 / 86  | 25     | 34,62% |
| 6    | Arnaud Siffert     | Dunkerque HGL               | 249 / 662 | 19 / 58  | 25     | 38,08% |
| 7    | Nebojša Stojinović | Chambéry Savoie Handball    | 235 / 631 | 10 / 73  | 25     | 40,32% |
| 8    | Sébastien Mias     | Tremblay-en-France Handball | 209 / 607 | 11 / 56  | 25     | 35,93% |
| 9    | Mickaël Robin      | SC Sélestat                 | 203 / 703 | 15 / 68  | 24     | 29,61% |
| 10   | Petar Angelov      | Tremblay-en-France Handball | 182 / 505 | 13 / 43  | 23     | 36,58% |